# Liste des épouses et compagnes des présidents de la République française
Le conjoint du président de la République française — en l'occurrence toujours une conjointe jusqu'à aujourd'hui — n'a légalement aucune fonction officielle auprès du président de la République, mais « exerce, en vertu tant de la tradition républicaine que de la pratique diplomatique, un rôle de représentation, de patronage et d’accompagnement du chef de l’État dans ses missions ».
Ce rôle protocolaire s'accroît dans la seconde moitié du XXe siècle et sous la Ve République. Beaucoup mettent leur image au service de causes à caractère humanitaire ou d'actions caritatives.
Selon Danièle Sallenave, l'appellation de « Première dame » apparaît en France vers le milieu du XXe siècle. Elle est attribuée à Marguerite Lebrun — par transposition de l'expression américaine de First Lady — lors d'une visite au couple présidentiel américain Roosevelt. Pour Frédéric Dabi, le qualificatif se généralise avec Anne-Aymone Giscard d'Estaing.
La charte de transparence relative au statut du conjoint du chef de l'État, publiée en août 2017, donne des missions (représentation, actions culturelles ou caritatives, supervision des cérémonies à l'Élysée…) et des moyens humains (mais pas financiers) au tenant de cette fonction. Le texte n'a cependant aucune valeur contraignante.
Depuis l'entrée en fonction de son époux Emmanuel Macron en 2017, la Première dame est Brigitte Macron.

## Dénomination
Pendant longtemps, on appelait l'épouse du président « la présidente ». Pour l'élection présidentielle de 1906 par exemple, le journal L'Illustration titrait « Qui sera la présidente ? », se questionnant sur l'identité de l'épouse du nouveau chef de l'État. Les femmes n’ayant pas accès alors aux fonctions électives, il était en effet évident que ce terme désignait l’épouse du titulaire. Mais cet usage n'a pas résisté à la féminisation des noms de métiers et à la possibilité désormais que la fonction présidentielle soit exercée par une femme.
Des journalistes français utilisent l'expression « Première dame de France », en écho à l'expression américaine First Lady, pour désigner l'épouse ou la compagne du président de la République française ; la rédaction de Paris Match l'emploie ainsi depuis les années 1950. En français, le terme de « dame » s'applique d'ailleurs aux femmes d'un certain rang social, sans préjuger de leurs situations maritales. Cependant cette expression est utilisée depuis longtemps en France, par exemple par des auteurs du XIXe siècle,,, pour désigner le premier personnage féminin dans l'ordre protocolaire : la reine, l'impératrice, la régente ou bien la mère du régent,,. Elle commence à être couramment employée par la presse, au sujet de Michelle Auriol, épouse du président de la République Vincent Auriol[réf. incomplète]. Mais ce n'est que sous la Quatrième République, avec l'arrivée de René Coty, que l'épouse du président de la République, Germaine Coty, commença à exercer un certain rôle public, en particulier en traitant l'important courrier que les Français adressaient à « la dame de l'Élysée ».
Dans l'hypothèse d'un conjoint homme, rendue d'actualité avec la présence au second tour de Ségolène Royal en 2007 et de Marine Le Pen en 2017,, ou dans la fiction télévisée L'État de Grace, des médias ont proposé « Premier gentleman ».
Le titre de « premier magistrat de France » ou plus rarement « premier citoyen de France » employé pour qualifier le président de la République n'est pas lié à des formes protocolaires, il s'agit du sens romain du mot « magistrat » qui s'appliquait aux titulaires des fonctions publiques ; de la même façon on dit que le maire est le premier magistrat de la commune.

## Fonction

### Officielle
Le conjoint du président n'a jamais eu de fonction légalement établie, que ce soit sous la IIIe, la IVe ou la Ve République. En pratique, il a cependant une place dans le protocole institutionnel.
Un usage qui donne une forme de rôle coutumier d'intercession à l'épouse du chef de l'État existe depuis l'élection du président de la République au suffrage universel, usage retranscrit par une circulaire de 1982, sur la constitutionnalité et la nature républicaine de laquelle s'interroge Jean-Louis Debré en 1989. Selon le garde des Sceaux qui lui répond, cette clause est acceptable non pas au nom d'une autorité administrative détenue par l'épouse du chef de l'État, mais au nom de son « autorité morale ». 
Un arrêté du 12 mai 1997 reconnaît ce rôle (codifié à l’article A40 du Code de procédure pénale) en incluant l'épouse du président de la République parmi les autorités avec lesquelles les détenus peuvent correspondre sous pli fermé, rôle qu'elle conserve jusqu'au 29 décembre 2010, date à laquelle l'arrêté est implicitement abrogé par l'article D-262 du même code, qui ne renvoie plus à un arrêté mais fixe lui-même la liste des autorités avec lesquelles les détenus peuvent correspondre sous pli fermé, liste qui ne comprend plus l'épouse du président de la République (l'article A40 est formellement abrogé le 27 octobre 2011). Cette liste est dorénavant fixée à l'article D345-10 du Code pénitentiaire.

### Rôle

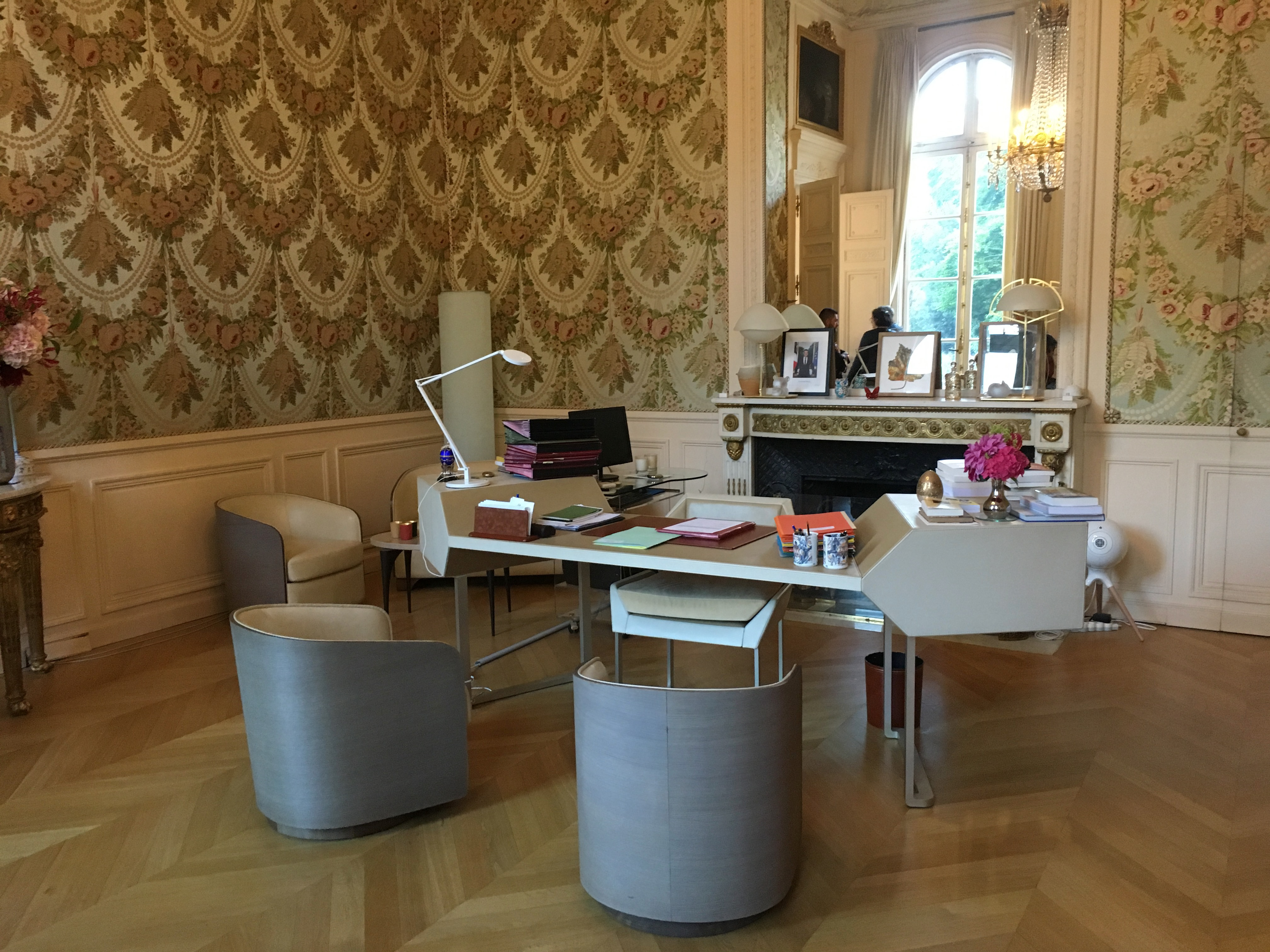
Bureau de la Première dame Brigitte Macron dans le Salon bleu du palais de l'Élysée, en 2019.

L'épouse du président de la République est fréquemment présente lors des dîners officiels au palais de l'Élysée et lors de voyages diplomatiques à l'étranger. Même s'il n'est pas encore président, Charles de Gaulle associe en 1940, son épouse Yvonne de Gaulle — à la demande des dirigeants britanniques, dont Winston Churchill — à un reportage visant à le faire connaître au Royaume-Uni, en tant que chef de la France libre et représentant de la France qui poursuit la lutte aux côtés des Alliés. Yvonne de Gaulle est la marraine, en 1960 du paquebot France, et le baptise. Pour les vœux présidentiels du 31 décembre 1975, le président Valéry Giscard d'Estaing y associe son épouse Anne-Aymone : il y a dans cette action, comme il le fait lors de la campagne présidentielle, une réelle volonté de mettre en avant son épouse, notamment comme un atout en termes de communication ; stratégie que le président emprunte, sans s'en cacher, à son modèle en la matière, le président des États-Unis John Fitzgerald Kennedy et sa médiatique épouse Jacqueline Kennedy. Néanmoins, l'épouse de VGE avait résumé son rôle de conjointe de chef d’État lors de son entrée en fonction en ces termes : « Ce soir, comme ma sœur Marguerite, j’entre dans les ordres ».
Si chaque Première dame a fondé une association caritative, c'est réellement Danielle Mitterrand qui est la première à s'impliquer en matière de politique, en faisant part aux médias de ses vues sur le monde. D'autres mènent également une — modeste — carrière politique : Anne-Aymone Giscard d'Estaing est ainsi brièvement conseillère municipale de Chanonat (Puy-de-Dôme), quant à Bernadette Chirac, elle est conseillère générale de Corrèze depuis 1979. Le rôle de Première dame, s'il n'est en rien défini, est finalement adopté par chacune, en fonction de sa personnalité.
Après le rôle diplomatique joué par Cécilia Sarkozy en tant que « représentante du président de la République », alors épouse du président, dans l'affaire des infirmières bulgares, Patrick Devedjian plaide pour qu'on lui attribue un statut légal la dotant d'un pouvoir, comme c'est le cas dans les monarchies. Cette proposition ne fut pas suivie d'effets. Le président refusa par la suite que son épouse aille témoigner devant une commission parlementaire sur ce sujet. Il considérait qu'elle était son émissaire spécial, et que par conséquent son impossibilité légale de témoigner devant une commission parlementaire lui était étendue. En 2012, le député socialiste René Dosière, spécialiste des questions budgétaire liées à la présidence, plaide également pour changer de méthode, par exemple en salariant la Première dame : « Je pense que, sur le plan matériel, il faudrait trouver une solution pour lui donner une place. Pour l'envoyer en mission par exemple. Le système actuel est totalement hypocrite. Ce statut allait très bien à Mme Coty ou Mme de Gaulle, mais il va falloir trouver un nouveau cadre ».
Au sein du palais de l'Élysée, elle dispose d'un bureau (le Salon bleu depuis Cécilia Sarkozy, Bernadette Chirac ayant occupé un autre bureau donnant sur le Faubourg-Saint-Honoré,) et d'un cabinet de « quatre à six personnes », comprenant notamment deux secrétaires, une chargée de mission et un assistant pour le chef de cabinet. Celui de Valérie Trierweiler était dirigé par l'ancien journaliste Patrice Biancone,. Contrairement aux États-Unis où la Première dame bénéficie d'une infrastructure réglementée au sein de la Maison-Blanche, la situation en France est plus opaque ; le directeur de cabinet de la Première dame ne participe donc pas aux réunions des conseillers du président de la République. En France, la Première dame n’a en effet pas d'existence juridique, c'est le président qui met lui-même à disposition un budget à celle-ci sur les fonds de la présidence ; le directeur de la communication de l'Élysée, Christian Gravel, le justifiant ainsi : « Madame a un rôle de représentation auprès du Président. Il est donc normal qu'il y ait des collaborateurs ». Ceux-ci sont néanmoins moins nombreux que sous les présidences précédentes, Bernadette Chirac en comptant une vingtaine et Carla Bruni-Sarkozy une quinzaine, dont une partie était néanmoins rémunérée par sa fondation,.
En mars 2010, le nouveau site Internet de la présidence de la République indique nommément la « Première dame de France », dans une rubrique qui lui est consacrée. Début septembre 2013, un compte Twitter officiel est créé, avec la présentation : « compte officiel du bureau de la Première dame de France » ; il est géré par le chef de cabinet de Valérie Trierweiler et a pour but de relayer son actualité.
Le 25 janvier 2014, François Hollande fait savoir qu'il a « mis fin de la vie commune qu'il partageait avec Valérie Trierweiler ». Cette situation de célibat du chef de l'État suscite alors des interrogations sur la pertinence et la pérennité du rôle de la « Première dame » en France. Dans une biographie de la journaliste Pauline Delassus consacrée en 2016 à Julie Gayet (Mademoiselle), elle note le rôle joué auprès de François Hollande : « un rôle de Première dame virtuelle, officieuse, mais présente ».

### Charte de transparence relative au statut du conjoint du chef de l’État
Emmanuel Macron, élu président le 7 mai 2017, a souhaité qu'un cadre officiel soit défini pour sortir de l'« hypocrisie » existante. Pour sa part, Brigitte Macron a déclaré, après l'élection, vouloir être une Première dame « une et indivisible ». Durant l'été 2017, une pétition rassemblant 220 000 signatures est lancée par Thierry-Paul Valette contre la création de ce statut. À sa place, l'Élysée publie le 21 août 2017 une charte de transparence relative au statut du conjoint du chef de l’État. Cette charte officialise le statut du conjoint du chef de l’État et lui reconnaît un « rôle de représentation » de la France aux côtés du président, notamment lors des réunions internationales.
Le conjoint assure également un rôle de « supervision » des réceptions à l'Élysée, et peut 
- « prendre part à des actions nationales et internationales, mises en place avec d'autres conjoints de chefs d'État, notamment pour lutter contre le changement climatique ou encore les violences faites aux femmes et aux enfants »
- répondre aux « sollicitations » des personnes souhaitant la rencontrer, personnalités étrangères ou citoyens français.
- apporter, par son parrainage ou sa présence, son soutien à « des manifestations à caractère caritatif, culturel ou social ou qui participent au rayonnement international de la France ».

La charte précise que le conjoint ne bénéficie pas de rémunération, ni de frais de représentation ou de budget propre. Deux conseillers présidentiels sont mis à sa disposition ainsi qu'un secrétariat. Les moyens pour sa fonction sont pris sur le budget de la présidence, et soumis au contrôle de la Cour des comptes.
Par cette charte, Brigitte Macron se voit spécifiquement chargée :
- de prendre part à des actions nationales et internationales, mises en place avec d’autres conjoints de chefs d’État, notamment pour lutter contre le changement climatique ou encore les violences faites aux femmes et aux enfants.
- de « maintenir un lien continu d'écoute et de relations avec les acteurs de la société civile dans les domaines du handicap, de l'éducation, de la santé, de la culture, de la protection de l'enfance ou encore de l'égalité homme-femme ».
- de « missions de réflexion et de propositions » qui lui seront confiées par le président de la République et publiées mensuellement, tout comme son agenda, sur le site web de la présidence de la République.

### Vue de l'étranger
Selon le protocole chinois de la diplomatie du panda, la Première dame des autres pays joue le rôle de marraine de ces animaux prêtés par la république populaire de Chine.
Celle-ci dispose aussi à l'étranger du même prédicat que son époux, c'est à dire « Son [Votre] Excellence ».

### Dans l'opinion
Un sondage BVA, réalisé pour Le Parisien et publié le 24 janvier 2014, révèle qu'une majorité des personnes interrogées (54 %) se prononce pour qu'il n'y ait aucun rôle, statut officiel ni moyens attachés à l'épouse ou à la compagne du président de la République (ou au conjoint d'une présidente) ; 29 % souhaitent la création d'un statut de conjoint du président et une définition officielle de son rôle ; 17 % se prononcent pour le maintien du statu quo. Ainsi, selon les résultats de ce sondage, les Français (ou du moins ceux figurant dans le panel de personnes interrogées) considèreraient avoir élu un candidat et non un couple et préfèreraient le modèle pratiqué en Allemagne concernant le conjoint de la chancelière Angela Merkel, Joachim Sauer (qui n'apparait que très rarement en public en compagnie de son épouse), à celui de l'épouse du président des États-Unis Barack Obama, Michelle Obama (dont l'« influence politique est considérable »).

## Prosopographie
Parmi les épouses des présidents de la République française, certaines sont issues de l'aristocratie (Élisabeth de Mac Mahon et Anne-Aymone Giscard d'Estaing), de la grande bourgeoisie (Élise Thiers, Cécile Carnot, Hélène Casimir-Perier, Germaine Deschanel, Marguerite Lebrun, Bernadette Chirac, Cécilia Sarkozy et Carla Bruni-Sarkozy), de la bourgeoisie provinciale (Coralie Grévy, Berthe Faure, Marie-Louise Loubet, Jeanne Fallières, Jeanne Millerand, Germaine Coty, Yvonne de Gaulle, Claude Pompidou et Brigitte Macron) ou de milieux populaires (Henriette Poincaré, fille de cocher et Michelle Auriol, fille d'ouvrier). Une minorité seulement a exercé une profession : Marie-Louise Loubet a été jeune blanchisseuse (avant que son père ne fasse fortune dans le commerce du fer), Jeanne Doumergue professeur de lettres, Carla Bruni mannequin puis chanteuse, Valérie Trierweiler journaliste et Brigitte Macron professeur de lettres. Quatre deviennent veuves au cours du mandat de leur mari : Cécile Carnot et Blanche Doumer car leurs maris ont été assassinés, Berthe Faure et Claude Pompidou car leurs époux sont morts de façon naturelle en cours de mandat. Deux sont d'origine italienne : Henriette Poincaré (née Benucci) et Carla Bruni. Deux sont liées au même président : Cécilia Sarkozy (premier mariage suivi d'un divorce) et Carla Bruni-Sarkozy (second mariage). Deux ont exercé un mandat électoral : Anne-Aymone Giscard d'Estaing en tant que conseillère municipale et Bernadette Chirac comme conseillère générale et conseillère municipale (adjointe au maire).

## Liste des épouses ou compagnes des présidents de la République française

### IreRépublique (1792-1804)
La fonction de président de la République n'existait pas sous ce régime, le chef de l’État étant un Premier Consul de la République sous le Consulat (1799-1804). Le seul titulaire de cette dernière fonction est Napoléon Bonaparte, dont l'épouse était Marie Josèphe Rose Tascher de La Pagerie, future impératrice Joséphine.

### IIeRépublique (1848-1852)
Bien qu'étant en ménage avec Harriet Howard, le premier président de la République française, Louis-Napoléon Bonaparte, est officiellement célibataire. La fonction de maîtresse de maison de l'Élysée est occupée par sa cousine Mathilde avec qui il a été fiancé dans le passé. Il épouse Eugénie de Montijo le 29 janvier 1853 mais elle devient impératrice et non épouse de président de la République car la dignité impériale a été restaurée le mois précédent.

### IIIeRépublique (1870-1940)
| Portrait                                                   | Nom d'usage (à l'époque où elle était épouse)      | Vie                                   | Président            | Mariage | Durée                             |
| ---------------------------------------------------------- | -------------------------------------------------- | ------------------------------------- | -------------------- | ------- | --------------------------------- |
|                                                            | Élise Thiers née Dosne                             | 2 novembre 1818 - 11 décembre 1880    | Adolphe Thiers       | 1833    | 31 août 1871 - 24 mai 1873        |
|                                                            | Élisabeth de Mac Mahon née de La Croix de Castries | 13 février 1834 - 20 février 1900     | Patrice de Mac Mahon | 1854    | 24 mai 1873 - 30 janvier 1879     |
|                                                            | Coralie Grévy née Fraisse                          | 13 août 1811 - 1er mars 1893          | Jules Grévy          | 1848    | 30 janvier 1879 - 2 décembre 1887 |
|                                                            | Cécile Carnot née Dupont-White                     | 20 juillet 1841 - 30 septembre 1898   | Sadi Carnot          | 1863    | 2 décembre 1887 - 25 juin 1894    |
|                                                            | Hélène Casimir-Perier née Perier-Vitet             | 5 septembre 1854 - 3 mars 1912        | Jean Casimir-Perier  | 1873    | 27 juin 1894 - 16 janvier 1895    |
|                                                            | Berthe Faure née Belluot                           | 21 février 1842 - 19 avril 1920       | Félix Faure          | 1865    | 17 janvier 1895 - 16 février 1899 |
|                                                            | Marie-Louise Loubet née Picard                     | 23 septembre 1843 - 10 septembre 1925 | Émile Loubet         | 1869    | 18 février 1899 - 18 février 1906 |
|                                                            | Jeanne Fallières née Bresson                       | 24 mai 1849 - 29 septembre 1939       | Armand Fallières     | 1868    | 18 février 1906 - 18 février 1913 |
|                                                            | Henriette Poincaré née Benucci                     | 8 mai 1858 - 19 mai 1943              | Raymond Poincaré     | 1904    | 18 février 1913 - 18 février 1920 |
|                                                            | Germaine Deschanel née Brice de Ville              | 13 septembre 1876 - 8 juillet 1959    | Paul Deschanel       | 1901    | 18 février - 21 septembre 1920    |
|                                                            | Jeanne Millerand née Levayer                       | 7 mai 1864 - 23 octobre 1950          | Alexandre Millerand  | 1898    | 23 septembre 1920 - 11 juin 1924  |
| Célibat de Gaston Doumergue (13 juin 1924 - 1er juin 1931) |                                                    |                                       |                      |         |                                   |
|                                                            | Jeanne Doumergue née Gaussal                       | 13 avril 1879 - 14 octobre 1963       | Gaston Doumergue     | 1931    | 1er - 13 juin 1931                |
|                                                            | Blanche Doumer née Richel                          | 8 juin 1859 - 4 avril 1933            | Paul Doumer          | 1878    | 13 juin 1931 - 7 mai 1932         |
|                                                            | Marguerite Lebrun née Nivoit                       | 12 octobre 1878 - 25 octobre 1947     | Albert Lebrun        | 1901    | 10 mai 1932 - 11 juillet 1940     |

### IVeRépublique (1946-1958)
| Portrait                                                 | Nom d'usage (à l'époque où elle était épouse) | Vie                             | Président      | Mariage | Durée                              |
| -------------------------------------------------------- | --------------------------------------------- | ------------------------------- | -------------- | ------- | ---------------------------------- |
|                                                          | Michelle Auriol née Aucouturier               | 5 mars 1896 - 21 janvier 1979   | Vincent Auriol | 1912    | 16 janvier 1947 - 16 janvier 1954  |
|                                                          | Germaine Coty née Corblet                     | 9 avril 1886 - 12 novembre 1955 | René Coty      | 1907    | 16 janvier 1954 - 12 novembre 1955 |
| Veuvage de René Coty (12 novembre 1955 - 8 janvier 1959) |                                               |                                 |                |         |                                    |

### VeRépublique (depuis 1958)
| Portrait                                                      | Nom d'usage (à l'époque où elle était épouse ou compagne) | Vie                                | Président                | Mariage      | Durée                          |
| ------------------------------------------------------------- | --------------------------------------------------------- | ---------------------------------- | ------------------------ | ------------ | ------------------------------ |
|                                                               | Yvonne de Gaulle née Vendroux                             | 22 mai 1900 - 8 novembre 1979      | Charles de Gaulle        | 1921         | 8 janvier 1959 - 28 avril 1969 |
|                                                               | Claude Pompidou née Cahour                                | 13 novembre 1912 - 3 juillet 2007  | Georges Pompidou         | 1935         | 20 juin 1969 - 2 avril 1974    |
|                                                               | Anne-Aymone Giscard d'Estaing née Sauvage de Brantes      | Née le 10 avril 1933               | Valéry Giscard d'Estaing | 1952         | 27 mai 1974 - 21 mai 1981      |
|                                                               | Danielle Mitterrand née Gouze                             | 29 octobre 1924 - 22 novembre 2011 | François Mitterrand      | 1944         | 21 mai 1981 - 17 mai 1995      |
|                                                               | Bernadette Chirac née Chodron de Courcel                  | Née le 18 mai 1933                 | Jacques Chirac           | 1956         | 17 mai 1995 - 16 mai 2007      |
|                                                               | Cécilia Sarkozy née Ciganer-Albéniz                       | Née le 12 novembre 1957            | Nicolas Sarkozy          | 1996-2007    | 16 mai - 15 octobre 2007       |
| Célibat de Nicolas Sarkozy (15 octobre 2007 - 2 février 2008) |                                                           |                                    |                          |              |                                |
|                                                               | Carla Bruni-Sarkozy née Bruni Tedeschi                    | Née le 23 décembre 1967            | Nicolas Sarkozy          | 2008         | 2 février 2008 - 15 mai 2012   |
|                                                               | Valérie Trierweiler née Massonneau                        | Née le 16 février 1965             | François Hollande        | / non mariés | 15 mai 2012 - 25 janvier 2014  |
| Célibat de François Hollande (25 janvier 2014 - 14 mai 2017)  |                                                           |                                    |                          |              |                                |
|                                                               | Brigitte Macron née Trogneux                              | Née le 13 avril 1953               | Emmanuel Macron          | 2007         | Depuis le 14 mai 2017          |

## Situation conjugale des présidents de la République française
À l'exception de Louis-Napoléon Bonaparte, qui reste officiellement célibataire bien qu'étant en ménage avec Harriet Howard durant tout son mandat de président de la République (de 1848 à 1852), et François Hollande, qui ne se marie que cinq ans après la fin de son mandat présidentiel, tous les présidents de la République française étaient mariés quand ils étaient en exercice. Après le rétablissement de la dignité impériale, le 2 décembre 1852, Napoléon III épouse le 29 janvier 1853 Eugénie de Montijo, qui portera le titre d'impératrice des Français.
Raymond Poincaré, marié civilement, doit[pourquoi ?] régulariser religieusement sa situation maritale avec son épouse Henriette, veuve et divorcée, le 5 mai 1913. Il organise la cérémonie dans le secret, pour ne pas froisser un électorat majoritairement catholique à l'époque.
En 1924, lorsqu'il accède à la présidence de la République, Gaston Doumergue est célibataire. Il entretient cependant une liaison de longue durée avec Jeanne-Marie Gaussal. Durant son mandat présidentiel, il va tous les matins prendre son petit déjeuner avec elle à son ancien domicile du 73 bis avenue de Wagram, où il se rend à pied depuis l'Élysée. Douze jours avant la fin de son mandat présidentiel, le chef de l'État épouse, dans le Salon vert du palais de l'Élysée, sa compagne Jeanne Gaussal au cours d'une cérémonie civile, en juin 1931.
En novembre 1955, un peu plus d'un an après son entrée en fonction, le président René Coty devient veuf après le décès de son épouse Germaine, qui fut très aimée des Français. Le magazine américain Life publie dans ses pages quelques jours plus tard une tribune consacrée à la défunte première dame.
En 2007, le président Nicolas Sarkozy divorce de sa deuxième épouse, Cécilia Ciganer Albéniz, cinq mois après le début de son mandat. Il épouse Carla Bruni le 2 février 2008, qui donnera naissance trois ans plus tard à une fille, Giulia, ce qui constitue une première à l'Élysée.
Jamais marié pendant son mandat, le président François Hollande partage sa vie avec Valérie Trierweiler jusqu'au 25 janvier 2014, date à laquelle il officialise sa rupture avec sa compagne, deux semaines après que la presse lui a attribué une liaison avec l'actrice Julie Gayet. La relation du président avec cette dernière n'est toutefois jamais officialisée pendant son mandat ; ils ne s'affichent ensemble publiquement qu'en décembre 2017 et se marient en juin 2022.

## Fondations et actions caritatives
Les Premières dames de France, notamment depuis Yvonne de Gaulle, s'illustrent à travers la création et le développement d'une fondation ou des actions caritatives.

### IIIeRépublique
- Élise Thiers fut la première épouse d'un président de la République française. Après sa mort et celle de son mari, sa sœur Félicie a pris l'initiative de créer une association, la Fondation Thiers.
- Élisabeth de Mac Mahon fut présidente pendant plusieurs années du comité central de la Croix-Rouge française et créa au Palais une lingerie pour fabriquer des layettes pour les enfants pauvres.
- Coralie Grévy poursuit l'action caritative de son prédécesseur.
- Cécile Carnot crée l'arbre de Noël de l'Élysée.
- Berthe Faure : sa fille Lucie est à l'origine de la création de la Ligue fraternelle des enfants de France.
- Henriette Poincaré s'occupe de plusieurs œuvres caritatives de soutien au moral des troupes et des familles de mobilisés durant la Première Guerre mondiale.
- Marguerite Lebrun continue à s'occuper des œuvres caritatives de l'Élysée, cherchant à en augmenter la dotation.

### IVeRépublique
- Michelle Auriol s'occupe du service social créé pour donner les premiers secours aux malheureux. Elle réintroduit la tradition de l'arbre de Noël élyséen.
- Germaine Coty consacre cinq heures par jour à différents services sociaux et œuvres caritatives.

### VeRépublique
Toutes les épouses des présidents de la Ve République ont créé leur propre fondation (ou se sont impliquées dans une créée précédemment) :
- Yvonne de Gaulle : Fondation Anne-de-Gaulle (créée en 1945 alors que son mari est président du Gouvernement provisoire de la République française) ;
- Claude Pompidou : Fondation Claude-Pompidou ;
- Anne-Aymone Giscard d'Estaing : Fondation pour l'enfance ;
- Danielle Mitterrand : France Libertés - Fondation Danielle-Mitterrand ;
- Bernadette Chirac : Association le Pont Neuf (créée en 1990, avant l'accession de Jacques Chirac à la présidence de la République) ; elle préside la Fondation Hôpitaux de Paris-Hôpitaux de France de 1994 à 2019 et la Fondation Claude-Pompidou, après la mort de Claude Pompidou, en 2007.
- Cécilia Sarkozy : Fondation Cécilia Attias pour les femmes.
- Carla Bruni-Sarkozy : Fondation Carla-Bruni-Sarkozy.
- Valérie Trierweiler : en septembre 2012, elle devient ambassadrice de la fondation Danielle-Mitterrand.
- Brigitte Macron : à partir de 2019, elle préside la Fondation Hôpitaux de Paris-Hôpitaux de France.

## À la télévision

### Œuvres à sens réel
- 1973 : dans le film Chacal, Yvonne de Gaulle (rôle interprété par Nicole Desailly, non crédité).
- 2005 : dans le téléfilm Le Grand Charles, Yvonne de Gaulle (rôle interprété par Danièle Lebrun).
- 2008 : dans le téléfilm Adieu de Gaulle, adieu, Yvonne de Gaulle (rôle interprété par Catherine Arditi).
- 2010 : dans le docufiction Je vous ai compris : De Gaulle, 1958-1962, Yvonne de Gaulle (rôle interprété par Catherine Arditi).
- 2011 : dans le téléfilm Mort d'un président, Claude Pompidou (rôle interprété par Évelyne Buyle).
- 2011 : dans le film La Conquête, Cécilia Sarkozy (rôle interprété par Florence Pernel) et Bernadette Chirac (rôle interprété par Michèle Moretti).
- 2013 : dans le téléfilm La Dernière Campagne, Bernadette Chirac (rôle interprété par Martine Chevallier).
- 2020 : dans le film De Gaulle, Yvonne de Gaulle (rôle joué par Isabelle Carré).
- 2020 : dans la minisérie De Gaulle, l'éclat et le secret, Yvonne de Gaulle (rôle interprété par Constance Dollé).
- 2023 : dans le film Bernadette, Bernadette Chirac (rôle interprété par Catherine Deneuve).

### Œuvres de fiction
- 2004 : dans le film San-Antonio, l'épouse du président de la République (rôle joué par Élisabeth Margoni).
- 2005 : dans le film Président, Mathilde, la Première dame de France (rôle joué par Claire Nebout).
- 2006 : dans le téléfilm L'État de Grace, Benjamin, le Premier homme de France (rôle joué par Bernard Ballet).
- 2012 : dans le film Mais qui a retué Pamela Rose ?, Chantal, la Première dame de France (rôle joué par Arièle Semenoff).
- 2012 : dans le téléfilm La Solitude du pouvoir, Laurence, la Première dame de France (pays non cité mais sous-entendu ; rôle joué par Irène Jacob).
- 2012-2014 : dans la série télévisée Les Hommes de l'ombre, Isabelle Desportes (rôle joué par Christiane Millet) puis Élisabeth Marjorie (rôle joué par Carole Bouquet), la Première dame de France.
- 2018 : dans le film Les Tuche 3 : Liberté, Égalité, FraterniTuche, Cathy Tuche, la Première dame de France (rôle joué par Isabelle Nanty)

### Documentaires
- Élysée : neuf femmes aux marches du palais, documentaire réalisé par Élisabeth Kapnist (2020).
- La revanche de Bernadette Chirac, documentaire réalisé par Valentin Mollette et Basile Roze (2023)[56].